# Monostaechas natalensis
Monostaechas natalensis är en nässeldjursart som beskrevs av Wilfrid Arthur Millard 1958. Monostaechas natalensis ingår i släktet Monostaechas och familjen Halopterididae. Inga underarter finns listade i Catalogue of Life.